# Arvid Damm

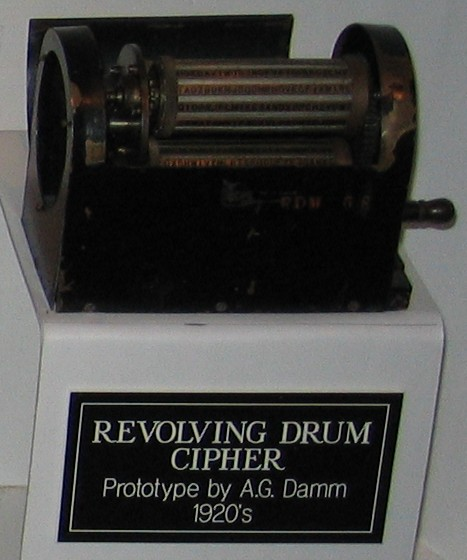
Prototyp einer Schlüsselmaschine von Arvid
Damm

Arvid Gerhard Damm (* 27. Mai 1869 in Angered, Älvsborgs län; † 1927) war ein schwedischer Kryptologe, Ingenieur und Erfinder. Er ist einer der frühen Erfinder des Rotorprinzips zur Verschlüsselung.

## Leben und Werk
Seine Erfindung einer Rotor-Schlüsselmaschine meldete Damm als Patent mit der Nummer 52.279 am 10. Oktober 1919 beim Schwedischen Patentamt an. Er ist damit einer von mehreren Erfindern, die in der Zeit zwischen 1915 und 1919 in fünf verschiedenen Ländern die Verwendung von Rotoren zur Kryptographie vorschlugen.
Im Jahr 1915 hatten in Batavia (damals Hauptstadt von Niederländisch-Indien) die beiden niederländischen Marineoffiziere Theo van Hengel und Rudolf Spengler eine Rotor-Schlüsselmaschine erfunden. Ihnen wurde jedoch nicht gestattet, ihre Erfindung zum Patent anzumelden. Im Jahr 1917 folgte Edward Hugh Hebern in den Vereinigten Staaten, der seine Idee jedoch erst 1921 zum Patent anmeldete. Arthur Scherbius in Deutschland hatte im Jahr 1918 eine Rotormaschine, die später ENIGMA genannt wurde, zum Patent angemeldet. Drei Tage vor Damm meldete Hugo Alexander Koch in den Niederlanden seine Erfindung einer Rotormaschine zum Patent an.
Damm starb im Jahre 1927.

## Weiterentwicklung
Bereits im Jahr 1915 wurde die Firma Aktiebolaget (AB) Cryptograph (deutsch etwa: Kryptographen-Aktiengesellschaft) gegründet, um Damms Erfindungen weiterzuentwickeln, zu fertigen und zu vertreiben. Nachdem Boris Hagelin im Jahr 1922 in die Firma AB Cryptograph eingetreten war, und 1925 die Leitung übernommen hatte, übernahm Hagelin die Firma nach dem Tod Damms, reorganisierte sie und änderte ihren Namen in AB Cryptoteknik. Aus Damms Erfindungen entstanden im Laufe der Zeit einige erfolgreiche Verschlüsselungsmaschinen. Eine der verbreitetsten war die M‑209, die von den Amerikanern im Zweiten Weltkrieg verwendet wurde. Hagelin flüchtete zu dieser Zeit von Schweden in die Schweiz, wo die Firma unter dem Namen Crypto AG in Zug wieder aufgebaut wurde, unter dem sie bis 2018 dort existierte.